# Guilty (album Barbry Streisand)
Guilty – album amerykańskiej piosenkarki Barbry Streisand, wydany w 1980 roku. Płyta spotkała się z dużym sukcesem komercyjnym i zawiera jedne z największych przebojów Streisand: „Woman in Love” i utwór tytułowy.

## Tło
Streisand zwróciła się do Bee Gees z propozycją współpracy po obejrzeniu koncertu zespołu w Dodger Stadium w lipcu 1979. Nagrywanie płyty odbyło się w dwóch sesjach na początku 1980 roku: w lutym w Miami Beach oraz w marcu w Hollywood. Materiał nawiązywał do stylistyki znanej z twórczości Bee Gees, z charakterystycznymi dla zespołu liniami melodycznymi i odniesieniami do modnego wówczas stylu disco. Autorem i producentem większości materiału jest Barry Gibb, który na Guilty pojawił się też w dwóch duetach z Barbrą i nagrał chórki do innych piosenek. Muzyk wziął również udział w sesji zdjęciowej na okładkę płyty.
Pierwszym singlem promującym Guilty była piosenka „Woman in Love”. Spędziła ona łącznie trzy tygodnie na szczycie amerykańskiej listy Billboard Hot 100 i była numerem 1 w co najmniej dziesięciu innych krajach. Z sukcesem spotkały się także kolejne single, „Guilty” oraz ballada „What Kind of Fool”, oba nagrane w duecie z Barrym Gibbem. Czwarty i ostatni singel, taneczne nagranie „Promises”, osiągnęło umiarkowaną popularność w USA.

## Odbiór
Płyta ukazała się jesienią 1980 roku, osiągając ogromną popularność. Została najlepiej sprzedającym się albumem w dyskografii artystki, rozchodząc się w nakładzie 15 milionów egzemplarzy. Album dotarł do miejsca 1. na liście Billboard 200 w USA i pokrył się tam pięciokrotną platyną. Dotarł też na szczyty list sprzedaży m.in. w Australii, Wielkiej Brytanii, Hiszpanii i Szwecji.
Płyta Guilty była nominowana do nagrody Grammy w kategorii „Album roku”.
Sukces albumu przyczynił się do wydania sequela pt. Guilty Pleasures w 2005 roku, również w dużej mierze napisanego i wyprodukowanego przez Gibba.

## Lista utworów
Strona A
1. „Guilty” (oraz Barry Gibb) – 4:23
2. „Woman in Love” – 3:49
3. „Run Wild” – 4:06
4. „Promises” – 4:20
5. „The Love Inside” – 5:08

Strona B
1. „What Kind of Fool” (oraz Barry Gibb) – 4:06
2. „Life Story” – 4:38
3. „Never Give Up” – 3:44
4. „Make It Like a Memory” – 7:28

## Twórcy
- Barbra Streisand – śpiew
- Pete Carr, Lee Ritenour, Cornell Dupree, Barry Gibb – gitara
- Harold Cowart, David Hungate – gitara basowa
- Richard Tee – fortepian
- Dennis Bryon, Steve Gadd, Bernard Lupe – bębny
- Joe Lala – perkusja
- Dan Bonsanti, Neal Bonsanti, Whit Sidener – saksofon
- Russ Freeland, Peter Graves, Mike Katz – puzon
- Kenneth Faulk, Brett Murphy – trąbka

## Notowania
| Kraj                              | Pozycja |
| --------------------------------- | ------- |
| Australia                         | 1       |
| Austria                           | 1       |
| Hiszpania                         | 1       |
| Holandia (MegaCharts)             | 1       |
| Kanada                            | 3       |
| Niemcy                            | 4       |
| Norwegia (VG-lista)               | 1       |
| Nowa Zelandia (RMNZ)              | 1       |
| Stany Zjednoczone (Billboard 200) | 1       |
| Szwecja (Sverigetopplistan)       | 1       |
| Wielka Brytania (UK Albums Chart) | 1       |

## Certyfikaty
| Kraj                     | Certyfikat          |
| ------------------------ | ------------------- |
| Francja (SNEP)           | 2 × platynowa płyta |
| Holandia (NVPI)          | 3 × platynowa płyta |
| Niemcy (BVMI)            | platynowa płyta     |
| Stany Zjednoczone (RIAA) | 5 × platynowa płyta |
| Szwecja                  | złota płyta         |
| Wielka Brytania (BPI)    | platynowa płyta     |